# 2007
2007. је била проста година.

## Догађаји

### Јануар
- 1. јануар — Бугарска и Румунија приступиле Европској унији.
  - Ирски језик постао званични језик ЕУ, као и језици нових чланица бугарски и румунски.
  - Словенија прихватила евро као званичну валуту, замењујући тако словеначки толар.
  - Код међународног стандардног броја књиге (ISBN) се проширио са 10 на 13 цифара.
  - Бан Ки-Мун званично ступио на дужност генералног секретара Уједињених нација, заменивши тако Кофи Анана.
- 7. јануар — Преминула је најстарија српска глумица Невенка Урбанова (1909—2007)
- 21. јануар — У Србији одржани ванредни скупштински избори. Највише гласова освојила Српска радикална странка — 81, затим следе Демократска странка — 64, Демократска странка Србије и Нова Србија — 47, Г17 плус — 19, Социјалистичка партија Србије — 16, Либерално-демократска партија — 15, а у парламент су ушли још и Савез војвођанских Мађара — 3, Листа за Санџак — 2, и Унија Рома Србије, Ромска партија и коалиција Албанаца Прешевске долине са по једним освојеним мандатом.
- 30. јануар — Преминуо Сидни Шелдон (1917—2007), амерички писац бестселер романа превођених и на српски језик.

### Фебруар
- 2. фебруар — Председник Србије Борис Тадић у обраћању народу одбацио могућност да Србија пристане на независност Косова и Метохије након што је Марти Ахтисари Београду и Приштини представио свој предлог статуса.
- 3. фебруар — Ана Ивановић изгубила у финалу турнира у Токију од Мартине Хингис и зарадила скоро 100.000 долара и 300 поена, те се пробила на 14. место WTA листе.
- 4. фебруар — Министарство унутрашњих послова Ирака процењује да је у Ираку убијено 1.000 људи током последњих седам дана.
  - Немачка је постала нови европски првак у рукомету победом над Пољском у финалу европског рукометног првенства.
- 5. фебруар — Кошаркаши Партизана ће у наставку Евролиге играти са ЦСКА, Олимпијакосом и Хувентудом.
  - У поплави у Џакарти, главном граду Индонезије, погинуло више од 300 особа, а 300.000 становника остало без дома. Власти страхују од појаве инфективних болести.
  - У реакцији на откриће птичијег грипа међу живином, на неколико фарми у Уједињеном Краљевству уништено 160.000 птица. СЗО изразила забринутост могућношћу мутације вируса.
  - У шпанском граду Баракладо експлодирала бомба на железничкој станици. У нападу за који се сумњичи ЕТА није било повређених.
  - Представници Европске уније у Москви разматрали проблем будућег статуса Косова са руским шефом дипломатије, Сергејем Лавровим.
  - Канадски научници у експериментима на мишевима показали да су младе нервне ћелије три пута активније од старијих.
- 8. фебруар — У Србији су на шест бирачких места поновљени парламентарни избори.
- 9. фебруар — У Јерусалиму се сукобила израелска полиција са муслиманским верницима због јавних радова око џамије Ел Акса.
- 10. фебруар — Демократски сенатор Илиноиса Барак Обама објавио да ће се надметати за кандидатуру своје странке за председника САД и заложио се за повлачење америчких трупа из Ирака.
  - Емиру Кустурици додељен Орден реда витеза лепих уметности и књижевности, највише француско признање у области културе.
  - Сукоб полиције УНМИК и неколико хиљада демонстраната покрета ”Самоопредељење” Аљбина Куртија у Приштини.
  - Никола Шпирић из (СНСД) изабран за новог председника Савета министара Босне и Херцеговине.
  - Ели Визел нападнут у Сан Франциску.
- 11. фебруар — Кошаркаши ФМП Железника су савладали Партизан 73:61 у финалу Купа Радивоја Кораћа.
- 12. фебруар — Бивши члан Фракције црвене армије Бригит Монхаупт пуштена је из затвора пре времена, готово 30 година након терористичке кампање "Немачке јесени" 1977.
- 13. фебруар — Северна Кореја је пристала да демонтира свој највећи нуклеарни реактор у замену за помоћ у нафти и струји
  - Италијанска влада је отказала посету Виторија Краксија Хрватској због спора Хрватске и Италије око убиства хиљада Италијана у Истри при крају Другога светскога рата
- 14. фебруар — Народна скупштина Републике Србије усвојила резолуцију којом одбија понуђени план Мартија Ахтисарија за будуће решење статуса Косова и Метохије. Иначе, на тој конститутивној седници српског парламента, потврђени су мандати свим посланицима али није изабрано руководство парламента. Седница прекинута на неодређено време.
  - Курбанкули Бердимухамедов је изабран за председника Туркменистана освојивши 89,23% гласова. Међународна заједница је резултате описала као фалсификоване.
- 16. фебруар — Суд у БиХ осудио Гојка Јанковића (ВРС) на 34 године затвора за злочин против човечности у Фочи.
  - Окружни суд у Београду донео нову, блажу пресуду за злочин на Ибарској магистрали. СПО револтиран.
- 18. фебруар — Америчка државна секретарка Кондолиза Рајс је одржала састанке са палестинским председником и израелским премијером са циљем оживљавања мировног процеса на Блиском истоку
- 19. фебруар — Командант руских ракетних снага генерал Николај Соловцов је запретио Пољској и Чешкој да би могле постати евентуалне мете. Претњу је изрекао након што су премијери те две земље одобрили да САД код њих инсталишу ракетни штит.
- 20. фебруар — Почевши од 2010, коришћење обичних сијалица биће забрањено у Аустралији ради смањивања ефекта стаклене баште, одлучила Влада ове земље која није потписник Споразума из Кјота.
  - Тзв. ОВК преузела одговорност за бомбашки напад на возила УНМИК претходне ноћи у Приштини.
  - Министарство вера Србије протестовало због уџбеника из ликовне културе за четврти разред који приказује „ученички колаж” са приказом „светог Вируса”, измењеном иконом св. Василија.
- 21. фебруар — Романо Проди је дао оставку на место председника италијанске владе.
  - У Бечу започели преговори Београда и Приштине о предлогу Мартија Ахтисарија за статус Косова и Метохије.
- 22. фебруар — Јемен у преговорима о изградњи моста до Џибутиja који би повезивао Арабијско полуострво са Африком преко Баб-ел-Мандеба.
- 25. фебруар — Лондонски лист "Сандеј телеграф" је објавио да САД тајно финансирају терористичке групе етничких мањина у Ирану, да би дестабилизовале режим у Техерану.
- 26. фебруар — Међународни суд правде у Хагу по тужби БиХ против СРЈ пресудио да Србија није починила нити саучествовала у геноциду. Неће бити ратне одштете. Суд је Србију прогласио одговорном за „не чињење свега што је било у њеној моћи да спречи геноцид“, нити је гонила наводне починиоце.
- 27. фебруар — Београд затражио формирање српског ентитета на Косову и Метохији.

### Март
- 7. март — Београдски преговарачки тим за Косово добио измењену верзију Ахтисаријевог плана за статус Косова.
- 8. март — Државни врх Србије и преговарачки тим за Косово одбили измењену верзију Ахтисаријевог плана.
- 9. март — Гашење БК Телеком
- 10. март — У Бечу одржана последња рунда преговора о статусу Косова. Београдски преговарачки тим још једном одбацио независност покрајине као решење.
- 22. март — Министар спољних послова Француске, Филип Дуст Блази, изјавио у Београду да нема основа за наставак преговора о статусу Косова.
- 26. март — Уједињене нације објавиле Ахтисаријев план за Косово који је предат генералном секретару УН, Бан Ки Муну, а који предвиђа међународно надзирану независност за покрајину.
- 29. март — Европски парламент усвојио резолуцију којом оцењује да је Ахтисаријев план најбоље решење за Косово.

### Април
- 1. април — Ступила на снагу уредба Владе Србије о наставку привременог финансирања до краја јуна месеца.
- 3. април — На седници Савета безбедности УН, српски премијер Војислав Коштуница одбацио Ахтисаријев план.
- 10. април — Председник Србије, Борис Тадић, одржао састанак са проширеним колегијумом начелника Генералштаба Војске Србије.
- 11. април — Амбасадор Немачке у Србији, Андреас Цобел, подржао Ахтисаријев план.
- 14. април — Покушано убиство новинара београдског недељника "Време", Дејана Анастасијевића. Непознати починиоци подметнули бомбу испод прозора његовог стана.
- 19. април — Кошаркашки клуб Партизан освојио НЛБ лигу.
- 20. април — У сукобу са припадницима МУП-а Србије код Новог Пазара, убијен вођа вехабија.
- 26. април — Београд посетила Мисија Савета безбедности УН која је разговарала са највишим српским званичницима.

### Мај
- 7. мај — Скупштина Србије наставила конститутивну седницу, бирањем председника и потпредседника парламента. За кандидате предложени Томислав Николић (заменик лидера Српске радикалне странке) и Милена Милошевић (посланик Демократске странке). Седница протекла у жестоким вербалним окршајима и вређањима, највише посланика ДС, ДСС и СРС.
- 8. мај — Око 3.30 часова, након петнаесточасовне расправе, 142 посланика радикала, Социјалистичке партије Србије, и Демократске странке Србије изабрало Томислава Николића за председника Скупштине Србије. Истога дана, изабрана су три потпредседника: Наташа Јовановић (СРС), Милутин Мркоњић (СПС) и Радојко Обрадовић (ДСС).
- 11. мај — Србија преузела председавање Комитетом министара Савета Европе. Истога дана, лидери ДС, ДСС и Г17 плус (Тадић, Коштуница и Млађан Динкић) постигли споразум о формирању нове Владе.
- 12. мај — Марија Шерифовић, представник Србије на песми Евровизије, освојила прво место са песмом "Молитва" на том фестивалу одржаном у Хелсинкију.
- 13. мај — После дводневне расправе о његовом поверењу, Томислав Николић поднео оставку на дужност председника Скупштине Србије.
- 15. мај — Пола сата пре истека уставног рока, нова Влада Србије (поново са Војиславом Коштуницом на челу) ступила на дужност. За јединог потпредседника изабран Божидар Ђелић, а од важнијих ресора: министар полиције поново Драган Јочић, нови министар одбране Драган Шутановац, нови министар правде Душан Петровић, а нови министар финансија Мирко Цветковић.
- 23. мај — Посланик ДС, Оливер Дулић, изабран за председника Скупштине Србије.

### Јун
- 1. јун — Ухапшен хашки оптуженик, бивши генерал Војске Републике Српске, Здравко Толимир.
- 4. јун — Карла дел Понте отпочела четвородневну посету Београду
- 12. јун — Нигеријски писац Чинуа Ачебе освојио Међународну Букер награду.
  - Хашки трибунал осудио Милана Мартића на 35. година затвора.
- 13. јун — После више од годину дана обновљени преговори Европске уније и Србије о стабилизацији и асоцијацији.
- 14. јун — Палестински председник и вођа Фатаха Махмуд Абас распустио владу и прогласио ванредно стање на Западној обали и појасу Газе.
- 15. јун — Швајцарска отворила највећи железнички тунел на свету који се налази испод Алпа, дугачак 34 km.
- 17. јун — У Будви ухапшен хашки оптуженик, бивши високи функционер МУП-а Србије Властимир Ђорђевић, оптужен за ратне злочине на Косову током 1999.
- 24. јун — Кошаркашки клуб Партизан постао први шампион Србије.
- 27. јун — Гордон Браун наследио Тонија Блера на месту премијера Уједињеног Краљевства
- 29. јун — Изашао први iPhone паметни телефон.

### Јул
- 20. јул — Отворен Центар за културу Нишка Бања
- 24. јул — Скупштина Србије усвојила Резолуцију о неопходности праведног решавања питања Аутономне покрајине Косово и Метохија, заснованог на међународном праву.
- 27. јул — Никола Радосављевић (39), хицима из ловачке пушке, у селу Јабуковац код Неготина усмртио девет особа а две ранио. Након злочина покушао самоубиство, али је спречен и ухапшен.

### Септембар
- 6. септембар — Преминуо италијански оперски певач Лучано Павароти.
- 17. септембар — У најконтроверзнијој изјави у вези иранске нуклеарне кризе до сада, француски министар спољних послова, Бернар Кушнер позвао јавност да се припреми и за најгоре- тј. рат са Ираном.
- 26. септембар — Након дуже болести, у Београду преминуо градоначелник овог града, Ненад Богдановић.
- 30. септембар — У Бањалуци изненада преминуо актуелни председник Републике Српске, Милан Јелић од последица срчаног напада.

### Октобар
- 4. октобар — Након 54 године од потписивања примирја, Северна и Јужна Кореја и званично потписале мир, најавивши побољшање међусобних односа.
- 6. октобар — Након дуге болести у Београду је преминуо композитор и клавијатуриста, Лаза Ристовски, бивши члан група "Смак" и "Бијело дугме".
- 7. октобар — За време Антифашистичког скупа у Новом Саду, припадници неонацистичке групе Национални Строј. каменовали су демонстранте. Жандармерија је свих 54 неонациста, међу њима и словачке држављане похапсила.
  - У Новом Пазару у току вечерњег програма извршен деструктивни напад на две телевизијске станице. Починиоци су још непознати, али се почетком наредне недеље спекулише о Вехабијама са једне или полицији са друге стране. Ситуација у Србији је због овога наредне недеље напета.
- 10. октобар — На Шултеновачком брду код Новог Пазара нападнут предајник радија "Сто Плус".
- 11. октобар — Реис-ул-улема Исламске заједнице Србије, Адем Зилкић и званично ступио на ту функцију, заменивши Хамдију Јусуфспахића, те се упутио у Нови Пазар.
- 12. октобар — Русија још једном позвала САД да прекину са пројектом ракетног штита, те је запретила да ће се повући из споразума о нуклеарном разоружању.
  - Драган Стојковић Пикси изненада поднео оставку на место председника ФК Црвена звезда.
- 16. октобар — У саобраћајној несрећи погинуо најпопуларнији македонски певач, Тоше Проески.
- 18. октобар — У самоубилачком нападу на колону моторних возила у Карачију у којима је била бивша премијерка Беназир Буто, погинуло је најмање 130 особа, док је 450 повређено.
- 19. октобар — Црна Гора добила нови Устав.

### Новембар
- 7. новембар — Након више од четири и по године, пред Хашким трибуналом, почело суђење лидеру Српске радикалне странке Војиславу Шешељу.
- 23. новембар — МС Експлорер је постао први крузер који је потонуо у Јужном океану.

### Децембар
- 3. децембар — Русија се повукла из Споразума о конвенционалном наоружању, чиме по свом закону може поново да размешта трупе о Европи
- 4. децембар — Саветник премијера Србије, Александар Симић, изазвао контроверзе изјавом да је и рат правно и легитимно средство у решавању питања статуса Косова и Метохије.
- 12. децембар — Председник Скупштине Србије, Оливер Дулић, расписао председничке изборе у Србији за 20. јануар 2008. године.
- 23. децембар — Железничка несрећа у Београду, повређена 24 путника.
- 26. децембар — Скупштина Србије усвојила Резолуцију о заштити суверенитета, територијалног интегритета, и уставног поретка. Народним посланицима се обратили председник Републике Борис Тадић и председник Владе Војислав Коштуница, који су још једном поновили поруку Србије да неће пристати на независност Косова.
- 28. децембар — погинуло 3 укућана Великог Брата, Стеван Зечевић Зека, Зорица Лазић и Елмир Кудузовић, након чега је прекинут тај серијал
- 29. децембар — Председник Скупштине Србије, Оливер Дулић, расписао изборе за Скупштину Аутономне покрајине Војводине и локалну самоуправу у Србији за 11. мај 2008. године.

## Рођења

### Јануар
- 10. јануар — Михајло Цветковић, српски фудбалер

### Март
- 8. март — Страхиња Стојковић, српски фудбалер

### Јун
- 5. јун — Андрија Максимовић, српски фудбалер[1]
- 28. јун — Вељко Милосављевић, српски фудбалер

### Јул
- 13. јул — Ламин Јамал, шпански фудбалер[2]

### Октобар
- 25. октобар — Биљана Чекић, српска глумица

### Новембар
- 3. новембар — Евер Андерсон, америчка глумица и модел[3]

## Смрти

### Јануар
- 24. јануар — Никола Милошевић, академик САНУ, лидер Српске либералне странке. (*1929)[4]

### Април
- 2. април — Жарко Петровић, бивши српски одбојкаш и југословенски репрезентативац. (*1964)[5]
- 23. април — Борис Јељцин, бивши председник Русије (*1931)[6]

### Јун
- 14. јун — Курт Валдхајм, бивши генерални секретар Уједињених нација и председник Аустрије. (*1918)

### Јул
- 22. јул — Жан Стабленски, француски бициклиста. (* 1932)[7]
- 28. јул — Душан Прелевић Преле, српски музичар писац и сценариста. (*1948)[8]
- 30. јул — Ингмар Бергман, шведски режисер. (*1918)[9]

### Септембар
- 2. септембар — Сафет Исовић, босански народни певач. (*1936)[10]
- 6. септембар — Лучано Павароти, италијанска оперски певач. (*1935)[11]
- 26. септембар — Ненад Богдановић, градоначелник Београда. (*1954)
- 30. септембар — Милан Јелић, председник Републике Српске (*1956)

### Октобар
- 6. октобар — Лаза Ристовски, српски популарни композитор и клавијатуриста. (*1956)
- 16. октобар — Тоше Проески, македонски поп-певач. (*1981)

### Новембар
- 3. новембар — Александар Дедјушко, руски глумац (*1962)[12]
- 20. новембар — Славко Симић, српски глумац (*1924)[13]

### Децембар
- 12. децембар — Ајк Тарнер, амерички музичар. (*1931)

## Нобелове награде
- Физика — Албер Фер и Петер Гринберг
- Хемија — Герхард Ертл
- Медицина — Марио Капеки, сер Мартин Еванс и Оливер Смитиз
- Књижевност — Дорис Лесинг
- Мир — Међувладин панел о климатским променама (IPCC) и Ал Гор, (САД)
- Економија — Леонид Хервиц (САД), Ерик Маскин (САД) и Роџер Мајерсон (САД)